# Кинг, Клайд
Клайд Уитлок Кинг (англ. Clyde Whitlock King; 6 сентября 1898, Montezuma — 20 августа 1982, Милл-Валли, Калифорния) — американский гребец, чемпион летних Олимпийских игр 1920 года в Антверпене в зачёте восьмёрок, победитель и призёр многих студенческих регат по академической гребле. Офицер Военно-морских сил США.

## Биография
Клайд Кинг родился 6 сентября 1898 года в городе Монтесума, штат Айова.
Начал заниматься академической греблей во время учёбы в Военно-морской академии США, состоял в местной гребной команде, неоднократно принимал участие в различных студенческих регатах. Несмотря на отсутствие опыта, за счёт своих силы и выносливости сразу же стал одним из сильнейших гребцов экипажа-восьмёрки. Помимо этого, также играл в футбол, баскетбол, занимался боксом.
Наивысшего успеха в гребле на международном уровне добился в сезоне 1920 года, когда, ещё будучи курсантом академии, вошёл в основной состав американской национальной сборной и благодаря череде удачных выступлений удостоился права защищать честь страны на летних Олимпийских играх в Антверпене. В распашных восьмёрках с рулевым благополучно преодолел четвертьфинальную и полуфинальную стадии соревнований, выиграв у команд из Бельгии и Франции соответственно. В решающем финальном заезде почти на секунду опередил гребцов из Великобритании и тем самым завоевал золотую олимпийскую медаль.
Окончив академию в 1922 году, Кинг отказался от карьеры военного офицера, однако с началом Второй мировой войны он всё же поступил на службу в Военно-морские силы США и связал свою дальнейшую жизнь с флотом. Уволился из вооружённых сил в 1958 году в звании контр-адмирала.
Впоследствии занимался стекольным бизнесом, проявил себя как активист спорта и общественный деятель, член нескольких клубов и организаций.
Умер 20 августа 1982 года в городе Милл-Валли, штат Калифорния, в возрасте 83 лет.